# Rimbach-près-Masevaux
Rimbach-près-Masevaux (en alsacià Rímbàch) és un municipi francès, situat a la regió del Gran Est, al departament de l'Alt Rin. L'any 2005 tenia 506 habitants.

## Demografia
| 1962 | 1968 | 1975 | 1982 | 1990 | 1999 |
| ---- | ---- | ---- | ---- | ---- | ---- |
| 453  | 477  | 444  | 435  | 456  | 503  |

## Administració
| Període | Identitat     | Partit |
| ------- | ------------- | ------ |
| 1991-   | Francis Behra |        |